# Galaktiskt år

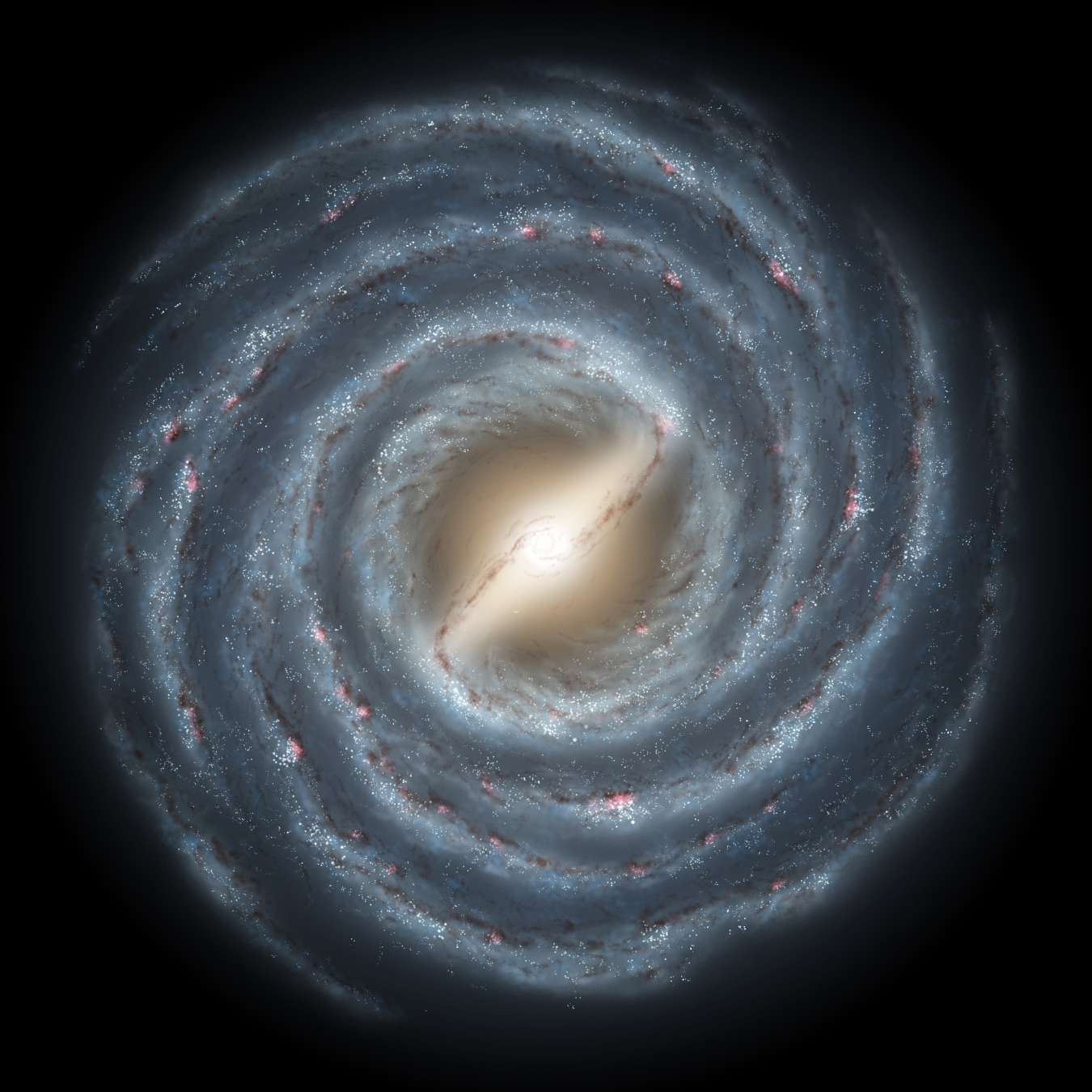
Illustration av Vintergatan från NASA.

Galaktiskt år, gå, kallas den tid det tar för solen att fullborda ett varv kring Vintergatans centrum, uppskattningsvis mellan 225 och 250 miljoner år.
Den vanligaste storskaliga tidsskalan är miljontals år (Megaannum eller Ma). För långvariga mätningar innebär detta fortfarande ganska stora tal. Genom att använda galaktiskt år (gå – inte att förväxla med Ga för Gigaannum), cirka 250 Ma, skulle man kunna skaffa sig en större tidsenhet. I den skalan framträdde hav på jorden efter 4 gå, började livet på 5 gå, och dök flercelliga organismer upp vid 15 gå. Dinosaurier dog ut för cirka 0,4 gå sedan, och däggdjurens tidsålder började för omkring 0,2 gå sedan. Jordens ålder uppskattas till cirka 20 gå. Denna enhet torde dock knappast få någon praktisk användning, eftersom ett Gigaanum och ett galaktiskt år är av samma storleksordning.